# Première Division 2023-2024 (Gibuti)
La Première Division 2023-2024, anche nota come Djibouti Premier League 2023-2024, è stata la trentaseiesima edizione del massimo campionato di calcio di Gibuti. La stagione è iniziata il 13 ottobre 2023 e si è conclusa il 25 maggio 2024. 
Il GR/SIAF è la squadra campione in carica, avendo vinto il suo secondo titolo nazionale nell'edizione precedente. Il campionato è stato vinto dall'Arta/Solar7.

## Stagione

### Novità
Al termine della scorsa stagione è stato retrocesso in Deuxième Division il Q5/Nourie Transit. Al suo posto, in virtù dell'allargamento del campionato da 9 a 10 squadre, sono state promosse CDC Q7 e Garde-Cotes.

### Formula
Le 10 squadre partecipanti giocano un girone all'italiana con partite di andata e ritorno, per un totale di 18 giornate. Alla fine del campionato, la squadra prima in classifica è campione di Gibuti e si qualifica per la CAF Champions League 2024-2025, mentre le ultime due classificate vengono retrocesse in Deuxième Division.

## Squadre partecipanti
| Squadra                   | Città      | Stagione precedente     |
| ------------------------- | ---------- | ----------------------- |
| Arta/Solar7               | Gibuti     | 3° in Première Division |
| CDC Q7                    | Gibuti     | Deuxième Division       |
| Dikhil                    | Gibuti     | 6° in Première Division |
| Djibouti Telecom          | Ali Sabieh | 2° in Première Division |
| Garde-Cotes               | Gibuti     | Deuxième Division       |
| Gendarmerie Nationale     | Gibuti     | 7° in Première Division |
| GR/SIAF                   | Gibuti     | Campione di Gibuti      |
| Hayableh                  | Gibuti     | 5° in Première Division |
| Port                      | Gibuti     | 4° in Première Division |
| SDC Group/Hopital Balbala | Gibuti     | 8° in Première Division |

## Classifica
|                   | Pos. | Squadra                   | Pt | G  | V  | N | P  | GF | GS | DR  |
| ----------------- | ---- | ------------------------- | -- | -- | -- | - | -- | -- | -- | --- |
| Gibuti (bandiera) | 1.   | Arta/Solar7               | 43 | 18 | 13 | 4 | 1  | 55 | 13 | +42 |
|                   | 2.   | Djibouti Telecom          | 38 | 18 | 11 | 5 | 2  | 44 | 16 | +28 |
|                   | 3.   | Port                      | 30 | 18 | 9  | 3 | 6  | 34 | 18 | +16 |
|                   | 4.   | Dikhil                    | 26 | 18 | 7  | 5 | 6  | 32 | 22 | +10 |
|                   | 5.   | SDC Group/Hôpital Balbala | 26 | 18 | 7  | 5 | 6  | 19 | 25 | -6  |
|                   | 6.   | Gendarmerie Nationale     | 25 | 18 | 7  | 4 | 7  | 33 | 25 | +8  |
|                   | 7.   | Garde-Cotes               | 23 | 18 | 6  | 5 | 7  | 20 | 19 | +1  |
|                   | 8.   | GR/SIAF                   | 21 | 18 | 6  | 3 | 9  | 23 | 25 | -2  |
|                   | 9.   | Hayableh                  | 17 | 18 | 4  | 5 | 9  | 26 | 43 | -17 |
|                   | 10.  | CDC Q7                    | 1  | 18 | 0  | 1 | 17 | 6  | 86 | -80 |

Legenda:
      Campione di Gibuti e ammessa alla CAF Champions League 2024-2025.
 Retrocessione diretta.